# Tension (singolo)
Tension è un singolo della cantante australiana Kylie Minogue, pubblicato il 31 agosto 2023 come secondo estratto dal sedicesimo album in studio Tension.

## Descrizione
Tension è stato scritto da Minogue, Anya Jones, Camille Purcell, Jon Green, Duck Blackwell e da Richard Stannard.

## Accoglienza
Scrivendo per NME, Liberty Dunworth ha descritto Tension come un «brano di ispirazione dance», affermando che la canzone mostra «la Minogue che trae ispirazione sia dalla musica house degli anni '90 che dai classici da club degli anni '00». Alexa Camp di Slant Magazine ha affermato che il brano ricorda il materiale dell'album della cantante X del 2007, definendolo «il brano più lungimirante del nuovo album».

## Video musicale
Il video musicale di accompagnamento al singolo è stato pubblicato il 1 settembre 2023 ed è stato diretto da Sophie Muller.

## Tracce
Testi e musiche di Kylie Minogue, Anya Jones, Camille Purcell, Jon Green, Duck Blackwell e Richard Stannard.
1. Tension – 3:36

## Classifiche
| Classifica (2023) | Posizione massima |
| ----------------- | ----------------- |
| Australia         | 46                |
| Croazia           | 28                |
| Irlanda           | 34                |
| Regno Unito       | 19                |